# Hans Bieri
Hans Bieri (ur. 22 listopada 1932 w Bernie) – szwajcarski kolarz przełajowy, dwukrotny medalista mistrzostw świata.

## Kariera
Pierwszy sukces w karierze Hans Bieri osiągnął w 1954 roku, kiedy zdobył brązowy medal w kategorii elite podczas przełajowych mistrzostw świata w Crennie. W zawodach tych wyprzedzili go jedynie dwaj Francuzi: André Dufraisse oraz Pierre Jodet. Na rozgrywanych rok później mistrzostwach świata w Saarbrücken był drugi, przegrywając tylko z Dufraisse'em, a wyprzedzając bezpośrednio Włocha Amerigo Severiniego. Był też między innymi czwarty na mistrzostwach świata w Oñati w 1953 roku oraz na rozgrywanych trzy lata później mistrzostwach świata w Luksemburgu. W pierwszym przypadku w walce o medal lepszy okazał się André Dufraisse, a w drugim pokonał go jego rodak, Emmanuel Plattner. Kilkakrotnie zdobywał medale przełajowych mistrzostw kraju, w tym trzy złote. Nigdy nie wystąpił na igrzyskach olimpijskich. W 1957 roku zakończył karierę.